# Бьюкенен, Кадейша
Кадейша Бьюкенен (англ. Kadeisha Buchanan; род. 5 ноября 1995, Торонто) — канадская футболистка, полузащитник клуба «Челси» и сборной Канады. Олимпийская чемпионка (2020)

## Клубная карьера

### Колледж
Бьюкенен играла в футбол в Университете Западной Виргинии, где она была капитаном команды, и получила многочисленные награды.

### «Вон Адзурри»
В июне 2016 года Бьюкенен подписал контракт с клубом «Вон Адзурри» из Лиги 1 Онтарио, чтобы получить путевку на летние Олимпийские игры 2016 в Рио-де-Жанейро.

### «Олимпик Лион»
После окончания Университета Западной Вирджинии, Бьюкенен была высоко оценена в проекте NWSL College 2017 года. В декабре 2016 года Бьюкенен переехала в Европу вместе с другим членом канадской команды Эшли Лоуренс. В январе 2017 года было объявлено, что Бьюкенен подписала контракт с лионским «Олимпиком» из Первого дивизиона Франции. В июне 2018 года Бьюкенен продлила контракта с «Лионом» до 2022 года.

### «Челси»
10 июня 2022 года подписал 3-летний контракт с английским клубом «Челси».

## Международная карьера
Бьюкенен было 14 лет, когда она была завербована в канадскую молодежную сборную в 2010 году. Она выиграла серебряную медаль на чемпионате КОНКАКАФ среди женщин до 17 лет в Гватемале. В 2013 году была призвана в женскую сборную Канады в 2013 году, еще учась в старших классах, став одной из самых молодых футболисток в истории сборной.
Бьюкенен забила свой первый международный гол в матче против Соединенных Штатов 8 мая 2014 года в Виннипеге (1:1).  Бьюкенен была признана лучшей канадской футболисткой до 20 лет в 2013 году.
В 2015 году Бьюкенен зарекомендовала себя как одним из лучших защитников в мире, выиграв приз молодой футболистки на чемпионате мира среди женщин 2015 года, а также получив звание канадского игрока года, и была номинирована на Золотой мяч.
25 мая 2019 года она была включена в состав сборной на чемпионат мира 2019 во Франции.
9 февраля 2020 года сыграла 100-й матч за сборную в матче против американок.

## Достижения

### Клубные

#### «Олимпик Лион»
- Чемпионка Франции: 2016/17, 2017/18, 2018/19, 2019/20, 2021/22
- Обладательница Кубка Франции: 2016/17, 2018/19, 2019/20
- Обладательница Лиги чемпионов: 2016/17, 2017/18, 2018/19, 2019/20, 2021/22

#### «Челси»
- Чемпионка Англии: 2022/23, 2023/24, 2024/25
- Обладательница Кубка Англии: 2022/23

### Сборная
- Бронзовая призёрка летних Олимпийских игр: 2016
- Победительница летних Олимпийских игр: 2020
- Обладательница Кубка Алгарве: 2016

## Статистика

### Клубная
| Клуб         | Лига            | Сезон      | Лига  | Лига | Кубок | Кубок | Континент | Континент | Итог  | Итог |
| Клуб         | Лига            | Сезон      | Матчи | Голы | Матчи | Голы  | Матчи     | Голы      | Матчи | Голы |
| ------------ | --------------- | ---------- | ----- | ---- | ----- | ----- | --------- | --------- | ----- | ---- |
| Олимпик Лион | Первый дивизион | 2016/17    | 8     | 0    | 4     | 0     | 5         | 0         | 17    | 0    |
| Олимпик Лион | Первый дивизион | 2017/18    | 16    | 0    | 4     | 0     | 4         | 0         | 24    | 0    |
| Олимпик Лион | Первый дивизион | 2018/19    | 11    | 1    | 3     | 0     | 0         | 0         | 14    | 1    |
| Олимпик Лион | Первый дивизион | 2019/20    | 5     | 0    | 3     | 0     | 7         | 1         | 15    | 1    |
| Олимпик Лион | Первый дивизион | 2020/21    | 19    | 3    | 1     | 0     | 6         | 0         | 26    | 3    |
| Олимпик Лион | Итог            | Итог       | 59    | 4    | 15    | 0     | 22        | 1         | 96    | 5    |
| Общий итог   | Общий итог      | Общий итог | 59    | 4    | 15    | 0     | 22        | 1         | 96    | 5    |

### Голы за сборную
| # | Дата            | Место                       | Соперник          | Счет | Результат | Турнир                        |
| - | --------------- | --------------------------- | ----------------- | ---- | --------- | ----------------------------- |
| 1 | 8 мая 2014      | Айджи Филд                  | США               | 1:1  | 1:1       | Товарищеский матч             |
| 2 | 11 января 2015  | Спортивный центр Шэньчжэнь  | Республика Корея  | 2:1  | 2:1       | Турнир четырех наций 2015     |
| 3 | 14 февраля 2016 | Би-би-ви-эй Компасс Стэдиум | Тринидад и Тобаго | 3:0  | 6:0       | Квалификация на КОНКАКАФ 2016 |
| 4 | 10 июня 2019    | Стад де ла Моссон           | Камерун           | 1:0  | 1:0       | ЧМ 2019                       |
| 5 | 22 февраля 2024 | Шелл Энерджи Стэдиум        | Сальвадор         | 5:0  | 6:0       | Золотой кубок КОНКАКАФ 2024   |
| 6 | 4 июня 2024     | Бимо Филд                   | Мексика           | 1:0  | 1:1       | Товарищеский матч             |

## Личная жизнь
Оба родителя Бьюкенена родом с Ямайки. Ее отец родился в Сент-Томасе, а ее мать родом из Монтего-Бей. Кадейша выросла в районе Большого Торонто, а именно в Брамптоне и Миссиссауге. Бьюкенен - младшая из семи дочерей ее мамы. Всего 11 братьев и сестер.